# Ганшин, Сергей Михайлович
Сергей Михайлович Ганшин (1895, Юрьев-Польский — 22.08.1937, Москва) — советский нефтяник, организатор нефтедобывающей промышленности.

## Биография
Член РСДРП(б) с 1914 года. Образование: реальное училище, три курса Московского народного университета им. Шанявского и экономического отделения Московского коммерческого института (1913—1916).
В 1916—1917 служил в армии. Участник Гражданской войны (1918—1920), комиссар артиллерии 14-й дивизии 9-й армии Южного фронта.
С 1920 года помощник командующего Кавказской трудовой армией и заместитель председателя Грозненского Центрального нефтяного управления И. В. Косиора по финансовой и коммерческой части. По его предложению были организованы закупки за рубежом оборудования для нефтепромыслов и заводов, что позволило резко ускорить восстановление нефтяных предприятий Грозненского района. Инициатор создания Грозненского нефтяного института (1920). Награждён орденом Красного Знамени (1925).
В 1925—1926 в командировке в США и странах Европы. С 1926 заместитель директора Главгортопа ВСНХ.
С 1 января 1928 года начальник объединения «Грознефть». Руководил строительством нефтепровода Грозный — Туапсе. Награждён орденом Ленина (1929).
В 1930—1931 заместитель председателя, а затем председатель правления Всесоюзного объединения «Союзнефть». С 1931 года начальник нефтяного сектора Главного управления по топливу ВСНХ, с 1933 года — начальник Главнефти Народного комиссариата топливной промышленности СССР. В 1932—1933 ответственный редактор журнала «Нефтяное хозяйство».
В 1934—1937 управляющий трестами «Востокнефть» и (затем) «Башнефть».
29 мая 1937 года отозван в Москву, 11 июня арестован и обвинен во вредительстве и участии в контрреволюционной террористической организации. 22 августа того же года расстрелян. Реабилитирован посмертно.